# Mirko Vindiš
Mirko Vindiš, slovenski maratonec, * 8. november 1963, Ptuj.
Vindiš je za SFRJ nastopil na Poletnih olimpijskih igrah 1988, za Slovenijo pa nato na Poletnih olimpijskih igrah 1992.
V Seulu je v maratonu s časom 2:17,47 osvojil 25. mesto, v Barceloni pa s časom 2:21,03 40 mesto. 
Osebni rekord 2:13,39 je postavil v marcu leta 1987.